# Була, Анджей
Анджей Була (пол. Andrzej Buła) — польский спортсмен, тренер, учитель и политик, депутат Сейма VI и VII созывов, Маршал Опольского воеводства (2013-2014), Депутат Европейского парламента X созыва (с 2024).

## Биография
Родился 28 августа 1965 года в Ключборке.
В 1989 окончил педагогический факультет Академии физического воспитания во Вроцлаве по специальности тренер. Получил степень магистра физического воспитания.
В 2002 окончил аспирантуру в Академии физического воспитания имени Эугениуша Пясецкого в Познани и аспирантуру в Высшей школе менеджмента и администрации в Ополе. После получил степень Магистра делового администрирования во Вроцлавском экономическом университете.
Работал учителем физкультуры в Средней школе в родном Ключборке. С 2003 директор местного спортивного центра.
В 2006 избран депутатом Сеймика Опольского воеводства по партийному списку «Гражданской платформы».
В 2007 на Парламентских выборах избран депутатом Сейма Польши 6-го созыва. В 2011 был переизбран депутатом Сейма.
В ноябре 2013 избран маршалом Опольского воеводства. Вновь переизбирался на эту должность в 2014 и в 2018 годах.
В 2019 неудачно баллотировался в Европарламент от «Европейской коалиции».
На выборах 2024 года избран депутатом Европейского парламента от Гражданской коалиции.